# Diocèse de Wuhu

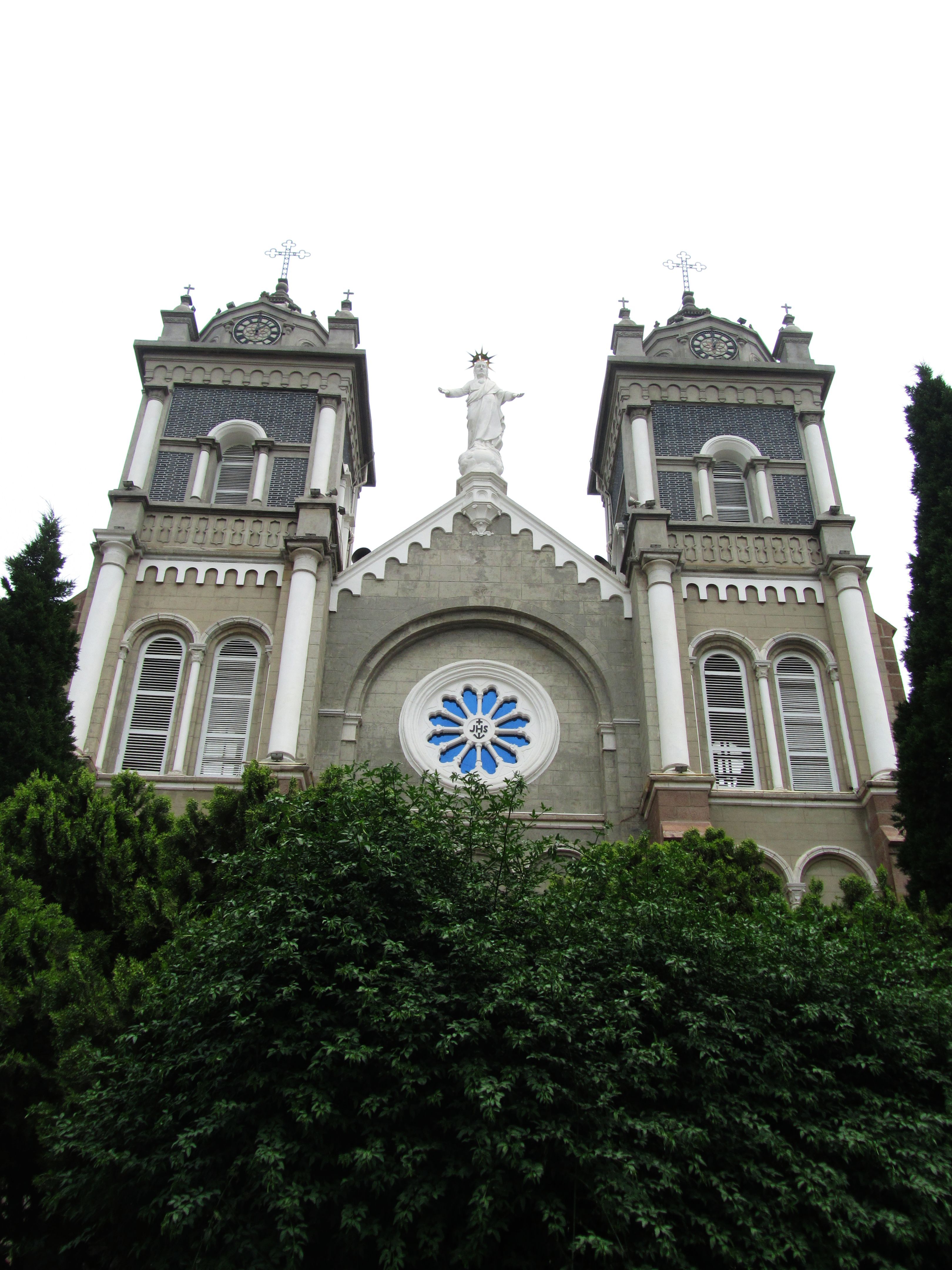
St. Joseph's Cathedral, No. 28 Jihe Street, Wuhu.

Le diocèse de Wuhu (en latin : Dioecesis Uhuvensis) est situé dans la province de l'Anhui. Il dépend de l'archidiocèse d'Anqing.

## Territoire et démographie
En 1950, on comptait 41 135 baptisés sur une population d'environ 5 000 000 d'habitants.
Depuis 2001, le gouvernement chinois a intégré ce diocèse à un très vaste diocèse, le diocèse de l'Anhui. Ce découpage n'est pas reconnu par le Vatican.
Le siège est considéré vacant car le nouvel évêque a été nommé, en 2006, sans l'aval du Saint-Siège.
Le siège se trouve à Wuhu, à la cathédrale catholique Saint-Joseph de Wuhu.